# یولیا ویشینسکا
یولیا ویشینسکا (لهستانی: Julia Wyszyńska؛ زادهٔ ۶ فوریه ۱۹۸۱) بازیگر اهل لهستان است.
از فیلم‌ها یا مجموعه‌های تلویزیونی که وی در آن‌ها نقش داشته‌است، می‌توان به شش نفر، مرگ کم‌اهمیت، مأموریت افغانستان، طاقت بیاور، هیولاهای کراکوف، دوستان، ۱۹۸۳، در خوشی و سختی، هتل ۵۲، دوران افتخار، عروسی و کشیشان اشاره نمود.